# Museu da Universidade Federal do Rio Grande do Sul
O Museu da Universidade Federal do Rio Grande do Sul é um museu universitário interdisciplinar da cidade brasileira de Porto Alegre. É um órgão da Universidade Federal do Rio Grande do Sul voltado às atividades de museologia, pesquisa e educação dentro das áreas de ciência, tecnologia, história, sociedade, arte e cultura, atuando em estreita parceria com outros departamentos da universidade, bem como oferece atividades para o grande público. Está localizado no Campus Central da UFRGS, instalado num prédio que é patrimônio histórico estadual. O museu coordena a Rede de Museus e Acervos da UFRGS – REMAM.

## O prédio
A sede do Museu da UFRGS é um prédio histórico situado em seu Campos Central, junto ao Parque Farroupilha. O projeto foi do engenheiro Manoel Itaqui. Construído em 1910 e inaugurado em 1915, foi ampliado em 1919. A fachada principal, na avenida Oswaldo Aranha nº 277, tem uma disposição simétrica, destacando-se um frontão com duas figuras humanas pintadas representando o Trabalho. Originalmente o edifício ficava dentro de um terreno cercado de muro e gradil, que desapareceram com a ampliação da avenida em frente.
Inicialmente serviu como Laboratório de Resistência dos Materiais da Escola de Engenharia, que veio a ser um órgão de vanguarda na pesquisa e desenvolvimento de novas tecnologias, especialmente as voltadas para a construção civil. Entre 1943 e 1966 foi ocupado pelo Instituto Tecnológico do Rio Grande do Sul, e a partir de 1972 serviu como laboratório do Curso em Tecnologia do Couro, visando atender à necessidade de mão de obra especializada no setor coureiro, passando a ser conhecido como o Prédio dos Curtumes e Tanantes.
Em meados da década de 1990 o prédio estava decadente e foi interditado. Em 1999 foi aprovado um projeto de conservação dos prédios históricos da UFRGS pelo Ministério da Cultura, inserido-os no Programa Nacional de Apoio à Cultura. Pela lei nº 1.525, de 15 de setembro de 2000, passou a integrar o Patrimônio Cultural do Rio Grande do Sul. As obras de restauração e adaptação para receber o museu ocorreram entre 1999 e 2002. Conta com Reserva Técnica, salas de exposições e equipamentos para receber o público com deficiência.

## O museu

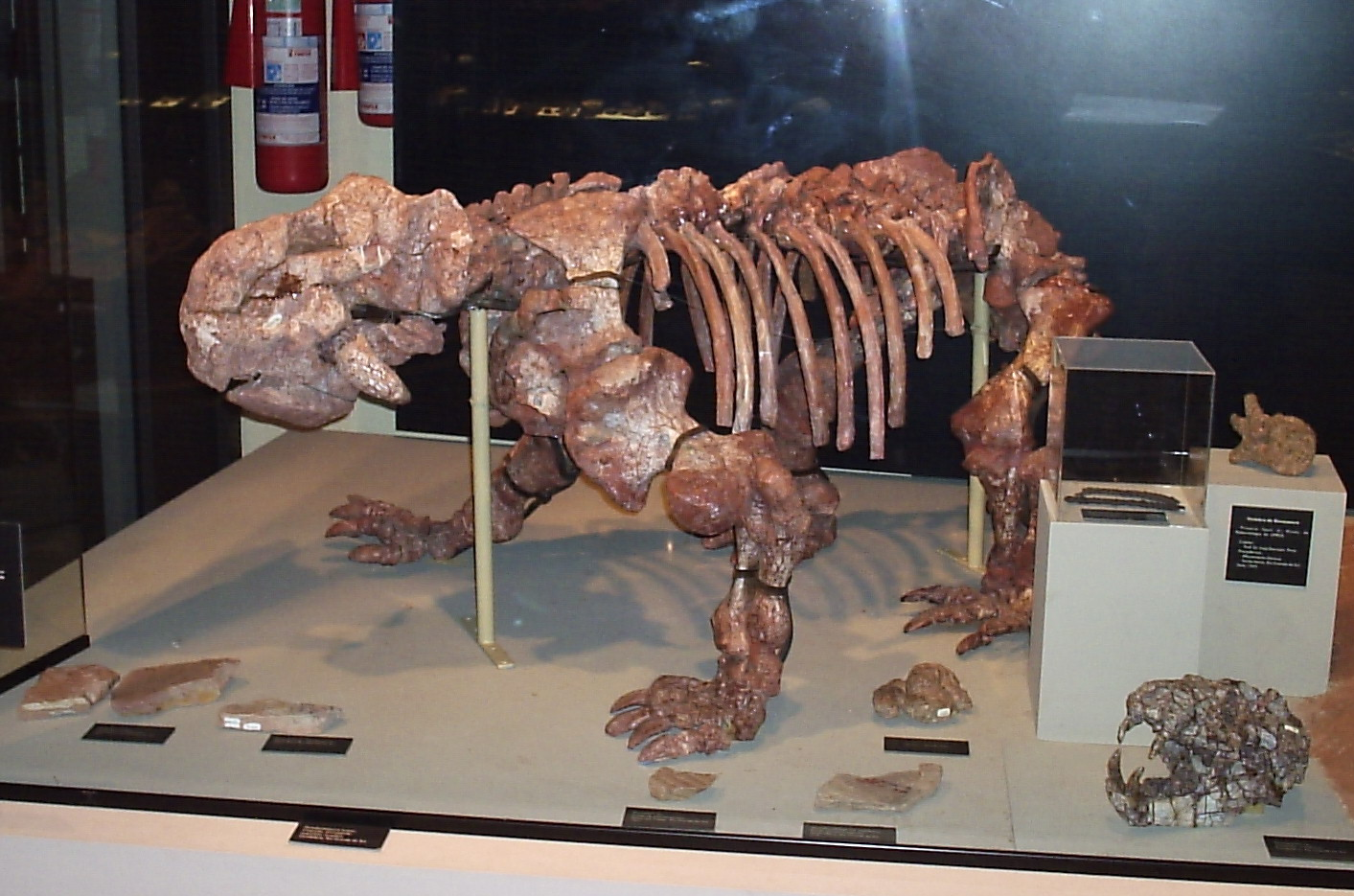
Exposição de um fóssil de Dinodontosaurus

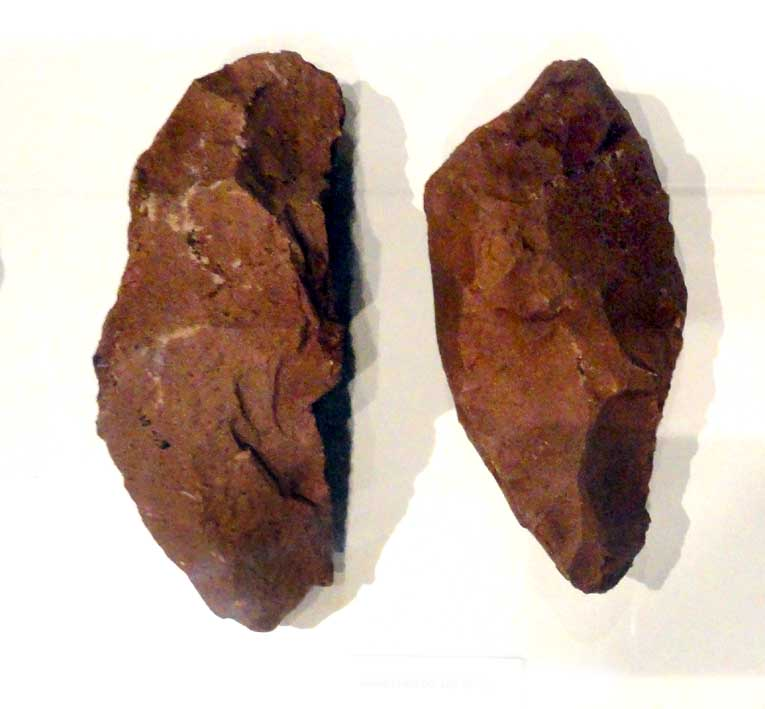
Exposição de artefatos de pedra lascada da Cultura Humaitá

O museu nasceu de um movimento de professores da UFRGS que desejavam divulgar para a comunidade o saber produzido na universidade. Foi criado em 1984 sem acervo próprio, com a proposta de pesquisar, difundir e valorizar o patrimônio cultural da UFRGS usando os seus diferentes acervos, abrindo ao público com a mostra Artistas Professores da Universidade Federal do Rio Grande do Sul, com curadoria de José Augusto Avancini e Maria Amélia Bulhões, trazendo um seleção de obras da Pinacoteca Barão de Santo Ângelo do Instituto de Artes da UFRGS.
O museu foi instalado inicialmente no segundo andar do prédio da Reitoria da UFRGS, no Campus Centro, fazendo uso do Salão de Festas, da Sala Fahrion e do Saguão para uma variedade de ações, incluindo exposições em parceria com os cursos de graduação e pós-graduação da universidade, exposições de acervos convidados, ações de rua, e eventos envolvendo universidades, consulados e instituições de pesquisa. Em 1993 absorveu o Núcleo de Documentação e Memória Social da UFRGS, com todo seu acervo e funcionários. Este acervo de fotos e documentos era vasto, compondo a documentação sobre a história da UFRGS originalmente recolhida pela antiga Comissão de História. Depois incorporou o acervo da Assessoria de Comunicação da UFRGS.
Em 1999 a UFRGS lançou um ambicioso projeto de restauro completo do seu importante conjunto de edificações históricas, e ao longo do processo o museu também foi reestruturado internamente, sendo levado em agosto de 2002 para a sua sede atual, então conhecida como o Prédio dos Curtumes e Tanantes, já reformado e contando com uma reserva técnica climatizada, espaços expositivos e acessibilidade para portadores de necessidades especiais. Neste movimento, o museu incorporou documentação histórica sobre o próprio prédio e suas antigas atividades como oficina técnica da Escola de Engenharia. A aquisição de novos acervos nunca cessou desde então, incorporando instrumental científico de laboratórios da universidade, documentação do Centro Acadêmico da Engenharia e outros materiais. Em 2009 foi lançado o projeto Lugares de Memória – História Oral, para gravação de depoimentos.

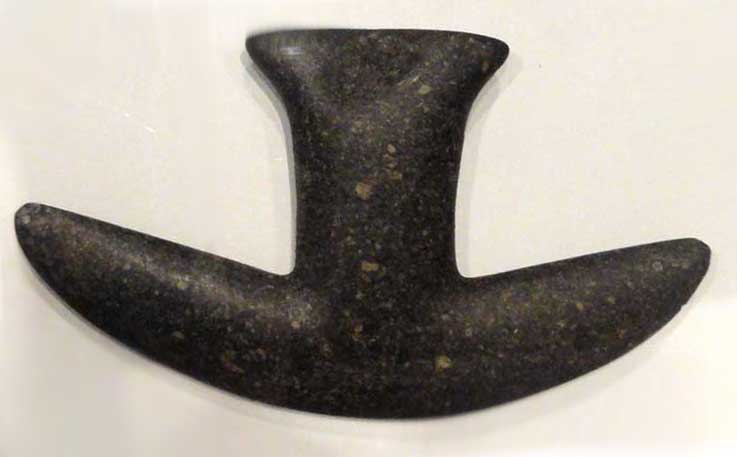
Exposição de machado de pedra polida da Cultura Jê

Nas palavras de Fagundes & Aristimunha, "em sua nova sede o museu continuou a realizar exposições com/ou integrando os acervos da universidade, desenvolvendo um projeto educativo diferenciado para cada exposição, envolvendo as diversas áreas do conhecimento através dos docentes e discentes da universidade. Também continuou atendendo as pesquisas no seu acervo e prestando assessoria técnica aos outros museus/acervos da UFRGS".
Segundo Cidara Souza, o museu "vem se consolidando como uma proposta articuladora das diferentes áreas do saber". Oferece espaço para a ampliação da atuação docente, ações educativas e promove o intercâmbio entre as diversas unidades da UFRGS. Enfocando ciência, história, cultura e arte, sua missão é estabelecer um contato entre a comunidade e a produção científica e cultural da universidade, e fomentar instrumentos para a promoção da herança cultural e da cidadania. O museu também estuda a preserva a história de Porto Alegre e da própria UFRGS e seus docentes e alunos, bem como o papel que a UFRGS vem desempenhando na sociedade ao longo de sua trajetória.

## Acervo

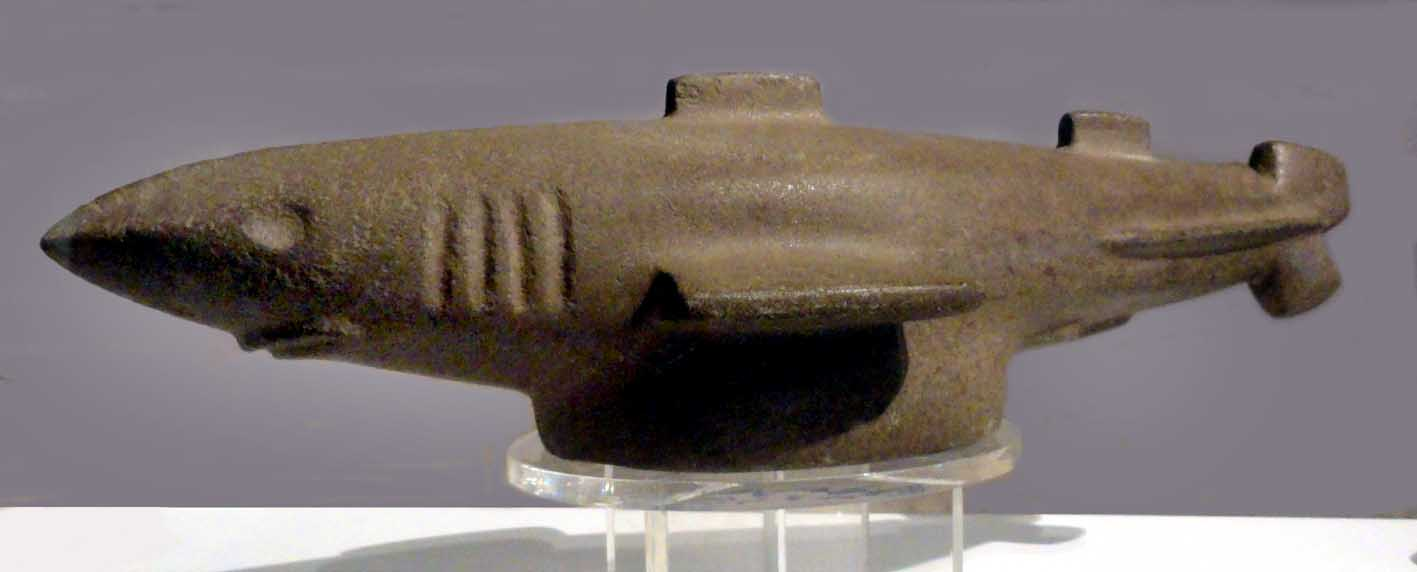
Exposição de um tubarão de pedra polida da Cultura Sambaqui

Seu acervo tem fotos, documentos, livros e objetos tridimensionais sobre a memória da UFRGS e da cidade de Porto Alegre. A coleção tridimensional possui artefatos históricos, instrumentos científicos, equipamentos, materiais didáticos e objetos variados, testemunhos das práticas de ensino, pesquisa, extensão e administração da UFRGS. Outra coleção importante é o Acervo das Alices, com o atelier das artistas plásticas Alice Soares e Alice Brueggemann, que soma cerca de 512 obras de arte. O acervo tem sido uma fonte valiosa para pesquisas e publicações científicas sobre a história da UFRGS, da cidade e do estado, e também serve como fonte para material audiovisual e escrito produzido pela imprensa.

## Atividades

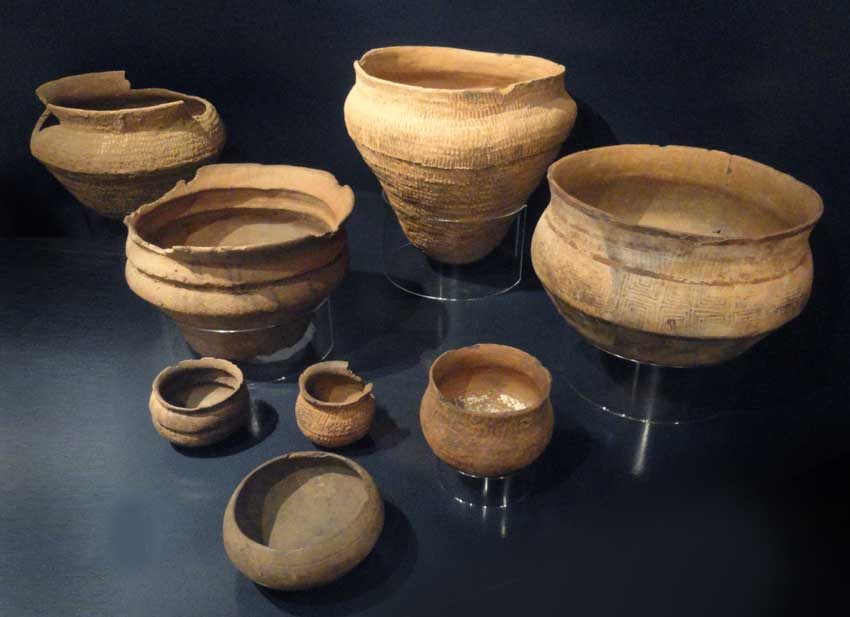
Exposição de cerâmica tupi-guarani

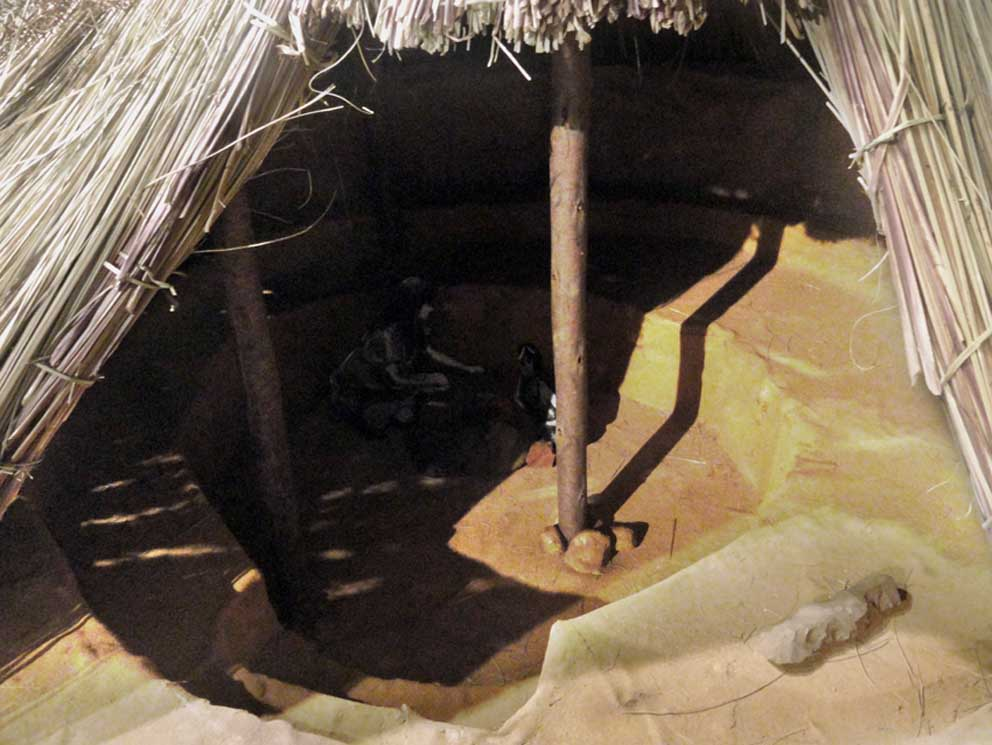
Reconstituição de uma cabana subterrânea dos indígenas da Serra Gaúcha

O museu é administrado pela Pró-Reitoria de Extensão. Está integrado no Sistema Brasileiro de Museus do governo federal, coordena a Rede de Museus e Acervos da UFRGS, e interage com suas unidades de ensino. Sua missão oficial é "potencializar a interação da sociedade com a produção técnica, científica e cultural da Universidade, além dos testemunhos históricos da instituição, promovendo a transformação do patrimônio integral em herança cultural, decorrente da apropriação e da noção de pertencimento dos cidadãos e da sociedade".
O museu não tem uma exposição permanente de acervo, adotando o modelo das exposições temporárias com acervo próprio ou de instituições convidadas. As exposições são organizadas por equipes curatoriais interdisciplinares. O trabalho de documentação, catalogação, difusão, digitalização do acervo e atendimento ao público é permanente. Sua linha de ação é centrada em três áreas: Memória e Patrimônio Cultural, Interculturalidade, e Educação.
Tem um Departamento Educativo que desenvolve intensa programação didática e pedagógica, incluindo visitas guiadas e produção de material impresso como catálogos ilustrados, folhetos informativos, que são distribuídos para um largo público institucional local e brasileiro. O Departamento de Extensão faz a ponte com a comunidade. Juntos, desenvolvem projetos e ações como cursos e oficinas, palestras e debates, seminários temáticos e lançamentos de publicações. Para professores oferece programas de educação continuada e visitas guiadas. O museu é também um laboratório e arquivo e espaço de intervenção permanentemente aberto para uso dos estudantes da UFRGS e pesquisadores em geral, sendo mantidos vários projetos de pesquisa e intercâmbio institucional. O museu mantém um Departamento de Documentação e Memória Social, desenvolvendo pesquisas, coleta de acervos e exposições.
Outro aspecto relevante nas atividades do museu é sua função de coordenador da Rede de Museus e Acervos da UFRGS, dando assessoria técnica para vários departamentos da universidade sobre museologia, museografia, conservação, documentação e manejo de suas coleções. Desde 2008 é assessorado nesta função pelo Curso de Museologia da UFRGS. Fagundes & Aristimunha acrescentam: "Por fim, mas não menos importante, o museu tem sido espaço de acolhimento de variadas demandas sociais por meio de ações que se desenvolvem no ambiente museal como, por exemplo, eventos que tratam da educação antirracista; sustentabilidade; diversidade étnica; formação continuada de professores; entre outras".